# Championnat de France de hockey sur glace 1970-1971
Saison précédente Saison suivante
La saison 1970-1971 est la 50e saison du championnat de France de hockey sur glace qui porte le nom de 1re série.

## Résultats

### Paris-Nord

#### Matchs
- 06/12/1970 ACBB - US Métro 8-4
- 06/12/1970 FV Paris - Croix 7-3
- 20/01/1971 ACBB - Croix 9-1
- 20/01/1971 FV Paris - US Métro 1-12
- 23/01/1971 Croix - FV Paris 3-7
- 23/01/1971 US Métro - ACBB 4-5
- ACBB - FV Paris 10-1
- ACBB - FV Paris 8-3
- ACBB - Croix 6-2
- US Métro - FV Paris 9-2
- US Métro - Croix 16-4
- US Métro - ACBB 7-6
- US Métro - FV Paris 5-4
- US Métro - Croix 5-2
- FV Paris - ACBB 3-16
- FV Paris - Croix 5-2
- Croix - ACBB 3-9
- Croix - US Métro 4-16

#### Classement
| Clt | Club                    | PJ | Pts | V  | N | D  | BP | BC  | Diff |
| --- | ----------------------- | -- | --- | -- | - | -- | -- | --- | ---- |
| 1er | AC Boulogne-Billancourt | 12 | 32  | 10 | 0 | 2  | 77 | -28 | +49  |
| 2e  | US Métro                | 12 | 32  | 10 | 0 | 2  | 78 | -36 | +42  |
| 3e  | Français Volants Paris  | 12 | 18  | 3  | 0 | 9  | 33 | -68 | -35  |
| 4e  | CPM Croix               | 12 | 14  | 1  | 0 | 11 | 24 | -80 | -56  |

L'ACBB se qualifie pour la poule finale, l'US Métro pour un barrage.

### Alpes-Provence

#### Matchs
- 14/11/1970 Gap - Megève 7-2 (1-0,3-1,3-1)
- 15/11/1970 Villard-de-Lans - Briançon 15-0
- 28/11/1970 Gap - Chamonix 2-8 (1-2,0-3,1-3)
- 29/11/1970 Villard-de-Lans - Megève 6-3
- 05/12/1970 Gap - Saint-Gervais 1-7 (0-0,1-5,0-2)
- 06/12/1970 Briançon - Saint-Gervais 2-15
- 10/12/1971 Megève - Chamonix 0-2
- 19/12/1970 Saint-Gervais - Gap 4-3 (0-0,3-1,1-2)
- 19/12/1970 Briançon - Megève 2-8
- 20/12/1970 Villard-de-Lans - Chamonix 4-9
- 23/12/1970 Saint-Gervais - Megève 2-0
- 23/12/1970 Briançon - Gap 0-9 [ou 0-13 ?]
- 26/12/1970 Megève - Gap 3-1 (2-0,0-0,1-1)
- 02/01/1971 Chamonix - Saint-Gervais 3-2
- 02/01/1971 Megève - Briançon 6-0
- 02/01/1971 Gap - Villard-de-Lans 6-7
- 03/01/1971 Chamonix - Briançon 14-0
- 10/01/1971 Briançon - Villard-de-Lans 3-16
- 13/01/1971 Villard-de-Lans - Saint-Gervais 6-4
- 14/01/1971 Chamonix - Megève 8-2
- 16/01/1971 Saint-Gervais - Briançon 11-1
- 17/01/1971 Chamonix - Villard-de-Lans 3-1
- 23/01/1971 Saint-Gervais - Chamonix 3-4
- 23/01/1971 Villard-de-Lans - Gap 3-4
- 27/01/1971 Megève - Saint-Gervais 1-11
- 06/02/1971 Chamonix - Gap 11-3
- 07/02/1971 Megève - Villard-de-Lans 1-2
- 12/02/1971 Saint-Gervais - Villard-de-Lans 6-3
- Briançon - Chamonix
- Gap - Briançon

#### Classement
| Clt | Club            | PJ | Pts | V  | N | D  | BP | BC  | Diff |
| --- | --------------- | -- | --- | -- | - | -- | -- | --- | ---- |
| 1er | Chamonix        | 10 | 30  | 10 | 0 | 0  | 54 | -15 | +39  |
| 2e  | Saint-Gervais   | 10 | 24  | 7  | 0 | 3  | 65 | -24 | +41  |
| 3e  | Villard-de-Lans | 10 | 22  | 6  | 0 | 4  | 63 | -39 | +24  |
| 4e  | Gap             | 10 | 18  | 4  | 0 | 6  | 34 | -37 | -3   |
| 5e  | Megève          | 10 | 16  | 3  | 0 | 7  | 26 | -41 | -15  |
| 6e  | Briançon        | 10 | 10  | 0  | 0 | 10 | 8  | -94 | -86  |

Chamonix et Saint-Gervais se qualifient pour la poule finale, Villard-de-Lans pour un barrage.

### Barrage
Disputé le 14 février 1971 à Lyon.
- Villard-de-Lans - US Métro 9-4

Villard se qualifie pour la poule finale.

### Phase finale

#### Matchs
- 13/03/1971 Villard-de-Lans - Saint-Gervais 4-12
- 14/03/1971 ACBB - Chamonix 1-7
- 20/03/1971 Saint-Gervais - Chamonix 1-6
- 21/03/1971 ACBB - Villard-de-Lans 3-9
- 27/03/1971 Chamonix - Villard-de-Lans 6-3
- ACBB - Saint-Gervais
- 03/04/1971 Villard-de-Lans - ACBB 4-12
- 07/04/1971 Chamonix - Saint-Gervais 5-4
- 10/04/1971 Saint-Gervais - Villard-de-Lans 4-7
- 10/04/1971 Chamonix - ACBB 8-2
- 11/04/1971 Saint-Gervais - ACBB 9-3
- 17/04/1971 Villard-de-Lans - Chamonix 4-6

#### Classement
| Clt | Club            | PJ | Pts | V | N | D | BP | BC  | Diff |
| --- | --------------- | -- | --- | - | - | - | -- | --- | ---- |
| 1er | Chamonix        | 6  | 12  | 6 | 0 | 0 | 38 | -15 | +23  |
| 2e  | Saint-Gervais   | 5  | 4   | 2 | 0 | 3 | 30 | -25 | -5   |
| 3e  | Villard-de-Lans | 6  | 4   | 2 | 0 | 4 | 31 | -43 | -12  |
| 4e  | ACBB            | 5  | 2   | 1 | 0 | 4 | 21 | -37 | -16  |

## Bilan
Le Chamonix Hockey Club est champion de France.